# Babe (zespół muzyczny)
Babe – popularny żeński zespół muzyczny z Holandii wykonujący piosenki w stylu disco, który działał w latach 1979–1986.

## Skład
- Rita van Rooy (1979–1986)
- Margot van der Ven (1980–1986)
- Marga Bult (1982–1986)
- Monique Hagemeyer (1979–1980)
- Gemma van Eck (1979–1982)

## Dyskografia
Albumy
- 1980 – Babe
- 1981 – Blitzers
- 1983 – Shop Around

Single
- 1979 – Never Listen to a Bouzouki Player
- 1979 – Please Me Please Do / The King Is Back
- 1979 – Wonderboy / Billy The Kid
- 1980 – My Malaysia / Billy Joe
- 1980 – Ooh Lala I'm Falling / L.O.V.E.
- 1980 – The Drunken Sailor / The Spanish Shuffle
- 1980 – The Kiss / Tigers Play Too Rough For You
- 1981 – I'm a Rocking Machine / Victory
- 1981 – Mister Blitzer / Kicks After Six
- 1981 – Tick a Tumps My Heart / Watch Out for the Big Jump
- 1982 – Indian Habits / One Touch Too Much
- 1982 – Together in Love Again / S.O.S., Throw Me a Line
- 1983 – Explosive / Shocking
- 1983 – Shop Around / Boomerang
- 1984 – Dolly the Doll / Last Kiss, First Tears
- 1984 – Minnie the Moocher / Daddy Was a Rocker
- 1984 – Tommy (Is a Winner) / Butter and Cheese
- 1984 – Wanna Do (What Mamma Said) / Again and Again
- 1985 – Hot Shot / The Garden Party
- 1985 – Tell Him / I Got You Under My Skin
- 1989 – 4 Gouden Hits